# Saitis
Saitis is een geslacht van spinnen uit de familie springspinnen (Salticidae).

## Soorten
De volgende soorten zijn bij het geslacht ingedeeld:
- Saitis annae Cockerell, 1894
- Saitis aranukanus Roewer, 1944
- Saitis ariadneae Logunov, 2001
- Saitis auberti Berland, 1938
- Saitis barbipes (Simon, 1868)
- Saitis berlandi Roewer, 1951
- Saitis breviusculus Simon, 1901
- Saitis catulus Simon, 1901
- Saitis chaperi Simon, 1885
- Saitis cupidon (Simon, 1885)
- Saitis cyanipes Simon, 1901
- Saitis graecus Kulczyński, 1905
- Saitis imitatus (Simon, 1868)
- Saitis insectus (Hogg, 1896)
- Saitis insulanus Rainbow, 1920
- Saitis lacustris Hickman, 1944
- Saitis latifrons Caporiacco, 1928
- Saitis leighi Peckham & Peckham, 1903
- Saitis magniceps (Keyserling, 1882)
- Saitis magnus Caporiacco, 1947
- Saitis marcusi Soares & Camargo, 1948
- Saitis mundus Peckham & Peckham, 1903
- Saitis nanus Soares & Camargo, 1948
- Saitis perplexides (Strand, 1908)
- Saitis relucens (Thorell, 1877)
- Saitis sengleti (Metzner, 1999)
- Saitis signatus (Keyserling, 1883)
- Saitis speciosus (O. P.-Cambridge, 1874)
- Saitis spinosus (Mello-Leitão, 1945)
- Saitis splendidus (Walckenaer, 1837)
- Saitis taeniatus Keyserling, 1883
- Saitis tauricus Kulczyński, 1905
- Saitis variegatus Mello-Leitão, 1941